# Margita Prokeinová
Margita Prokeinová (26 de septiembre de 1971) es una deportista eslovaca que compitió en natación adaptada. Ganó cuatro medallas en los Juegos Paralímpicos de Verano en los años 1996 y 2000.

## Palmarés internacional
| Juegos Paralímpicos | Juegos Paralímpicos      | Juegos Paralímpicos | Juegos Paralímpicos |
| Año                 | Lugar                    | Medalla             | Prueba              |
| ------------------- | ------------------------ | ------------------- | ------------------- |
| 1996                | Atlanta (Estados Unidos) | Medalla de plata    | 50 m mariposa S7    |
| 1996                | Atlanta (Estados Unidos) | Medalla de bronce   | 50 m libre S7       |
| 2000                | Sídney (Australia)       | Medalla de plata    | 50 m mariposa S7    |
| 2000                | Sídney (Australia)       | Medalla de plata    | 200 m estilos SM7   |